# ستيفان فارفلر
ستيفان فارفلر (1633 - 24 أكتوبر 1689) ويُكتب أحيانًا ستيفان فرفلر كان صانع ساعات ألمانيًا في القرن السابع عشر ويُعتبر اختراعه للعربة اليدوية في عام 1655 على نطاق واسع أول كرسي متحرك ذاتي الحركة. يُعتقد أيضًا أن الجهاز ذو العجلات الثلاث كان بمثابة مقدمة للدراجة ثلاثية العجلات والدراجة الهوائية الحديثة.
كما ابتكر فارفلر الذي كان إما مصابًا بالشلل النصفي أو مبتور الساق جهازًا لتدوير الساعة الرملية على فترات منتظمة وأضاف أجراسًا إلى برج الساعة في ألتدورف باي نورمبرج.
يقول موقع ويكي الألماني: إما أنه كان مشلولًا نتيجة حادث عندما كان عمره ثلاث سنوات، يصفه آخرون بأنه إنسان ذو ساقين مشلولتين ("فيكغوبلتين" - والتي يمكن أن تعني أيضًا مشوهًا أو غير طبيعي وقد يكون هذا بالنسبة للمشاهدين وصفًا دقيقًا عندما كما قيل وقع الحادث في سن مبكرة جدًا مما قد يؤثر على النمو الطبيعي للأطراف المصابة).